# 伤寒
傷寒（英語：Typhoid Fever）是由傷寒沙門氏菌（S Typhi）经消化道侵入而引起的全身性急性肠道傳染病；屬於一種肠热病（enteric fever），其他尚有副傷寒。在漢語裡命名的歷史中，先由清末時譯為腸熱症，後受日本影響，音譯為腸窒扶斯，又稱為濕溫傷寒、腸傷寒、傷寒熱。

## 症狀
傷寒症狀可輕可重，通常在暴露病原後6至30天後發病。常會出現逐漸發燒數日的症狀，為長期緩慢的發燒，可達39°至40°C（103°至104°F）。也常出現虛弱、出汗、腹痛、便秘、以及頭痛的症狀。偶見腸胃炎、腹瀉、嘔吐症狀，但通常不明顯，但腸道出血或穿孔是其最嚴重的併發症。有些患者會起玫瑰色斑（rose spot）。有些嚴重病例會有意識混亂的現象。若未妥善治療，症狀可能會持續數周至數月。有些人可能會帶有傷寒桿菌，但卻沒有任何症狀，然而這些帶原者仍具有傳播病菌的能力。傷寒及副傷寒皆屬於腸熱病。

## 病源
傷寒的致病原為傷寒沙門氏菌（S Typhi），俗稱傷寒桿菌，為腸道沙門氏菌的（Salmonella enterica）一種血清型，主要生長於消化道及血液中，且人類為其唯一宿主。伤寒杆菌和副伤寒杆菌，均为沙门氏菌（Salmonella species）属。伤寒杆菌會随著粪便和尿液排出体外，透過苍蝇、蟑螂等媒介傳染给健康人，傳染力很高，因此本病一般經由攝入受糞便污染的食物或飲水而傳染。風險因子包含消毒不完全或衛生不良。有開發中國家旅遊史者感染風險亦較高。

## 診斷
診斷方法包含細菌培養或探測血液、糞便，及骨髓中的細菌DNA，但細菌培養可能並不容易。偵測骨髓中的病原體為最準確的方法。
由於症狀與許多感染症相當類似，必須嚴謹地鑒別診斷。值得注意的是，傷寒與斑疹傷寒為不同疾病。

## 預防
傷寒疫苗可減低注射後兩年感染傷寒的機會達30%至70%。注射後七年仍有些許保護力。至疫區旅遊者，建議預防性施打傷寒疫苗，其他避免感染的方法包含給予乾淨的饮用水、做好消毒，以及養成洗手的習慣。未確定是否帶有傷寒桿菌者，不建議為他人烹調。

## 治療
現代醫學採取的藥物可使用：氨苄西林（ampicillin）、氯黴素（chloramphenicol）、磺胺劑（trimethoprim-sulfamethoxazole）、阿奇霉素、氟喹諾酮類(fluoroquinolones)如環丙沙星(ciprofloxacin)、第三代頭孢菌素等抗细菌药。但目前病原體對於上述藥物的抗藥性日益增加，使治療越來越不容易。
病原治疗为关键，患者应避免接触传染源，药物治疗以氟喹诺酮类为首选，如氧氟沙星和环丙沙星，儿童、孕妇，哺乳期妇女可用头孢类药物，如有过敏者可选用氯霉素，但注意其指征与副作用。肠出血者应禁食，大量出血者应输血，併發肠穿孔时宜及早手术治疗。

## 歷史
因為它跟斑疹傷寒同樣會造成身體出現玫瑰色斑（rose spot），古代醫生認為它們是同一種疾病。

## 病名來源
傷寒這個病名在中國起源很早，但是這與西方醫學所說的 Typhoid Fever 不同，指的是所有外感熱病。
在清朝，西醫將這個病名傳入中國，初期曾經譯為「肚腸熱症」、「小腸熱症」（兩者皆為Enteric fever的意譯）、「泰斐士熱」（Typhoid fever的音譯）等。1908年，博醫會名詞委員會出版《醫學辭匯》，將其譯為「癥症」、「腸熱症」，希望作為官方名稱，但是使用不廣。
腸窒扶斯（腸チフス）則是來自日本的譯名，緒方郁藏於1855年刊行的《療疫新法》最早使用這個譯名來稱呼 Typhoid 這個病名，並取代了傳統的中醫的病名。隨著留日學生的增加，這個病名被帶回中國。
1908年，丁福保將宮本叔、橋本節齋、寺尾國平所著的《新傷寒論》漢譯出版，首次將窒扶斯桿菌與腸窒扶斯這個病名介紹至中國。丁福保認為，腸窒扶斯這個病症造成的發熱證狀，與中醫所謂的傷寒相近。腸窒扶斯之輕症，即中醫所謂「太陽病」；其熱偏於稽留或間歇者則為「少陽病」；若病重持續發熱則為「陽明病」。因此認為它即是中醫所謂的傷寒。這個說法也被當時許多學者所接受。
章太炎認為腸窒扶斯相當於太陽病中的「抵當湯證」，但是傷寒的範圍較大，而腸窒扶斯的範圍較小。何佩瑜也有類似的看法。徐仁甫則提出《傷寒論》的傷寒病即是窒扶斯桿菌侵入太陽經造成。在他們的推動之下，腸窒扶斯慢慢被稱為「傷寒」。
但是這個說法並不是所有人都接受的。1912年，浙江發生傳染病，經浙江紹興醫學會會員調查，認為這是腸窒扶斯，但是它對應的中醫病名應該是濕溫時疫。民國初年的余巖認為腸窒扶斯應該譯為溫邪或濕溫。
1955年丁甘仁的門徒陳純仁出版《傷寒手冊》，整合了前人的說法，認為這個病證，應該稱為濕溫傷寒。根據陳存仁的說法，「傷寒」有三重意義：「第一是所有熱病的集合名詞，泛指一切發熱病；較狹義的可能就是指《傷寒論》中的麻黃湯證，一種是新的，即專指濕溫傷寒症（腸熱證），故糾纏最多。」。

## 流行病學與著名病例
1907年，廚師瑪莉·馬龍開始爆發的傷寒瑪莉（Typhoid Mary）事件，可說是醫學史上有名的案例，另一位带菌者托尼·拉贝尔感染了122人，其中有5人死亡。1914年塞尔维亚因傷寒傳染，半年內夺走15万人的生命。1934年和1937年，西藏先後爆發两次伤寒大流行，死亡數千人。1972年，墨西哥的伤寒大流行，有14000人死亡。
2015年，全球新病例數達1250萬人，當中最常見的國家為印度。孩童最容易受到感染。自1940年代起，由於衛生觀念的進步以及抗生素的使用，已開發國家的傷寒發生率逐漸下降。在美國，每年新病例數約為400例，總患病者約 6,000 人。在2015年，傷寒共導致全球 149,000 人死亡，相較於1990年的181,000有下降的趨勢。傷寒若不進行治療，有高達20%的死亡率。若妥善治療，則死亡率可降低至1-4%之間。